# Acacia flocktoniae
Acacia flocktoniae är en ärtväxtart som beskrevs av Joseph Henry Maiden. Acacia flocktoniae ingår i släktet akacior, och familjen ärtväxter. Inga underarter finns listade i Catalogue of Life.